# حي الصحة
حي الصحة  هي منطقة عراقية تقع في الجنوب الغربي لمدينة الدورة في العاصمة بغداد. تتميز هذه المنطقة بتقسيماتها المعروفة لدى أغلب سكان بغداد، والمتمثلة في "البيوت" و"العمارات"، حيث تعتبر هذه التسمية وسيلة لتحديد مكان السكن في المنطقة.
البيوت: تمتد من بداية المنطقة، جنوب خط نقل السيدية - بغداد الجديدة، حتى شمال أبو دشير. وتنقسم الي قسمين: الأول يقع شمال الشارع العريض (شارع اربعين)، وهو يعتبر الأعرض في المنطقة، والثاني يقع إلى الجنوب. لا يوجد فرق جوهري بين المنطقتين سوى التسمية التي تُستخدم لتحديد موقع السكن.
العمارات: تمتد على جزء من الطريق المؤدي إلى الحلة وكربلاء. وتحمل هذه التسمية نسبة إلى عمارات بُنيت في عقد الثمانينيات من القرن العشرين،  حيث بيعت في مزادات علنية بأسعار مخفضة مع تسهيلات في تسديد الثمن للمواطنين وسكان بغداد بهدف تشجيعهم على السكن في المنطقة. تمتاز العمارات بعدة مواقع معروفة، مثل "البزل" و"الفرقة الحزبية" (نسبة إلى حزب البعث السابق). غالبية سكانها من العرب، وخاصة الفلسطينيين والسودانيين.
الكفاءات: هي بيوت أُنشأت في ناحيتي "العمارات" حديثاً، بعد أن وزعت الأراضي على ضباط الجيش العراقي في عهد صدام حسين. وافتقرت هذه المنطقة إلى التوزيع الهندسي، ما أدى إلى عشوائية البناء. ومع تعبيد الشوارع، شهدت المنطقة ارتفاعاً في أسعار العقارات.
تعرضت المنطقة، شأنها شأن العديد من مناطق بغداد والعراق، إلى شتى أنواع التهجير العرقي والطائفي والعنصري بسبب تنوعها السكاني. لم تكن المنطقة محددة بطائفة معينة حتى حدوث الاحتلال وما تبعه من تهجير قسري، مما أدى إلى انقسام المنطقة إلى قسمين: القسم الجنوبي شيعي وصولًا إلى شمال أبو دشير، والقسم الشمالي سني وصولاً إلى الشارع المحدد للمنطقة شمالًا. ومع ذلك، يكاد هذا التقسيم يكون غير ملحوظ في الوقت الحاضر.